# انتخابات الرئاسة الإيرانية 2009
الانتخابات الرئاسية الإيرانية أُجريت الانتخابات الرئاسية الإيرانية لعام 2009 في 12 يونيو 2009 ،  حيث تنافس الرئيس الإيراني آنذاك محمود أحمدي نجاد ضد ثلاثة مرشحين. في صباح اليوم التالي وبعد فرز ثلثي الأصوات، أعلنت وكالة أنباء الجمهورية الإسلامية الإيرانية فوز محمود أحمدي نجاد في الانتخابات بنسبة 62٪ من الأصوات  بينما حصل مير حسين موسوي على 34٪ من الأصوات المدلى بها. كانت هناك مخالفات كبيرة في النتائج وتفاجأ الناس بها ، مما أدى إلى احتجاجات لملايين الإيرانيين في كل مدينة إيرانية وحول العالم.
دعم العديد من الشخصيات الإيرانية الاحتجاجات بشكل مباشر وأعلنوا أن الأصوات كانت مزورة ، من بينهم بعض من المخرجين السينمائيين مثل جعفر بناهي  (الذي مُنع من صناعة الأفلام لمدة 20 عامًا وحُكم عليه بالسجن لمدة ستة أعوام) ،  ومحمد رسول آف (الذي حكم عليه أيضًا بالسجن 6 سنوات) ،  بالإضافة إلى ممثلين وممثلات مثل بكاه آهنكراني (التي تم سجنها لاحقًا) ،  ورامين بارشامي (الذي حُكم عليه بالسجن لمدة عام واحد) ، والرياضيين في فريق كرة القدم الوطني الإيراني بأكمله الذين ارتدوا الأساور الخضراء في مباراتهم ضد كوريا الجنوبية دعما للحركة الإحتجاجية ،  بالإضافة إلى العلماء مثل مصطفى تاج زاده ، محسن أمين زاده ، أكبر غانجي ، محسن سازغارا ، والعديد من الشخصيات الدينية مثل محسن كديور ، وآية الله العظمى يوسف الصاني ، وآية الله العظمى علي محمد دستغيب شيرازي ، ومطربون تقليديون مثل محمد رضا شجريان ، والمنشق عن الباسيج والحرس الثوري الإيراني أمير فرشاد إبراهيمي 
أعرب الاتحاد الأوروبي والعديد من الدول الغربية عن قلقهم بشأن المخالفات المزعومة أثناء التصويت ،  كما أعرب العديد من المحللين والصحفيين في وسائل الإعلام الأمريكية والبريطانية عن شكوكهم حول صحة النتائج.
أصدر مير حسن موسوي بيانا اتهم فيه وزارة الداخلية (المسؤولة عن إجراء الانتخابات) بتزوير الانتخابات على نطاق واسع وحث أنصاره على الانخراط في احتجاجات سلمية. كما قدم استئنافًا رسميًا إلى مجلس صيانة الدستور لإجراء انتخابات جديدة وأكثر شفافية. حث المرشد الأعلى آية الله علي خامنئي الشعب الإيراني على التوحد خلف محمود أحمدي نجاد ، واصفًا فوزه بأنه «أختبار إلهي». أعلن خامنئي أنه سيُجرى تحقيق في مزاعم التلاعب بالأصوات.
في 16 يونيو ، أعلن مجلس صيانة الدستور أنه قام بإعادة فرز 10٪ من الأصوات وخلص إلى عدم وجود مخالفات على الإطلاق ، ورفض جميع الشكاوى الانتخابية. ومع ذلك ، ذكر موسوي أن عملية إعادة فرز الاصوات ليست كافية لإثبات تزوير الانتخابات حيث زعم أن هناك 14 مليون بطاقة اقتراع غير مستخدمة مفقودة ، مما يمنح وزارة الداخلية فرصة للتلاعب بالنتائج. في 19 يونيو ، ندد المرشد الأعلى آية الله علي خامنئي بالمظاهرات المؤيدة لموسوي ووصفها بأنها غير قانونية . قوبلت الاحتجاجات في اليوم التالي بمقاومة شديدة من القوات الحكومية وأُبلغ عن وقوع العديد من القتلى.
استمرت الحركة الخضراء في إيران في احتجاجاتها السلمية حتى 14 فبراير 2011 مطالبة بتغيير كامل للنظام ورحيل خامنئي عن السلطة.

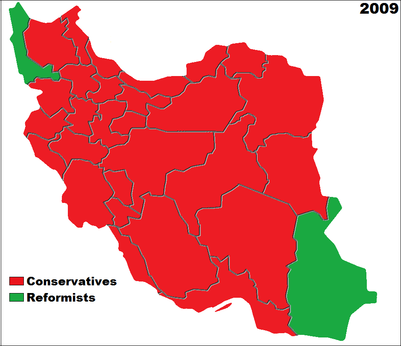
في خريطة إيران تظهر اللون الأحمر صوتت لصالح محمود أحمدي نجاد واللون الأخضر صوتت لصالح مير حسين موسوي.

## المترشحون
تم تسجيل المترشحين من 5 إلى 9 مايو 2009 بمقر وزارة الداخلية. وأٌعلنت اللائحة النهائية من قبل مجلس صيانة الدستور بعد أيام قليلة بعد مراجعة ملف كل متقدم منهم.
ترشح في هذه الانتخابات مهدي كروبي الذي حصل على المركز الثالث في انتخابات عام 2005 ب % 17.2 من الاصوات وهو المعروف بانه إصلاحي براغماتي كما ترشح اللواء محسن رضا ذي التوجه المحافظ والقائد السابق لحرس الثورة وترشح الوزير الأول السابق مير حسين موسوي والمدعوم من قبل الإصلاحيين.
أعلن موسوي عن ترشيحه بتاريخ 9 مارس 2009، بعد عشرين عاما من الغياب عن الساحة السياسية. كان يدعمه محمد خاتمي، سلف أحمدي نجاد رئيس إيران، الدي تخلى عن ترشيح نفسه.
في حملته النتخابية يعد بمنح حرية أكثر وينتقد الاداعات الخاصة. يعد أيضا بتعديل القوانين الغير العادلة ضد المراة (حسب قوله) والعمل من اجل حقوقها. لكنه دعم البرنامج النووي الإيراني ووصفه بالسلمي.

## استطلاعات الراي
لم يكن هناك أي استطلاع راي رسمي لكن محمود أحمدي نجاد انتقد من قبل منافسيه حول السياسة الخارجية والاقتصاد مما جعل الجميع يظن انه سيكون أول رئيس إيراني لن يعاد انتخابه لولاية ثانية وقد اكدت BBC دلك بسبب ارتفاع نسبة البطالة مقابل انخفاض أسعار البترول
لكن استطلاعا في 3 و 4 مايو اشار أن 58.6% من الإيرانيين سينتخبون نجاد مقابل 21.9% من الاصوات لموسوي.

## النتائج
النتائج الرسمية التي نشرتها وزارة الداخلية على النحو التالي. وكان معدل المشاركة 85 ٪.
| انتخابات إيران الرئاسية 2009            | انتخابات إيران الرئاسية 2009 | انتخابات إيران الرئاسية 2009 |
| المرشح                                  | الأصوات                      | النسبة                       |
| --------------------------------------- | ---------------------------- | ---------------------------- |
| محمود أحمدي نجاد                        | 24,527,516                   | 62.63%                       |
| مير حسن موسوي                           | 13,216,411                   | 33.75%                       |
| محسن رضائي                              | 678,240                      | 1.73%                        |
| مهدي كروبي                              | 333,635                      | 0.85%                        |
| الأصوات الصحيحة                         | 38,755,802                   | 98.95%                       |
| الأصوات غير الصحيحة أو البطاقات الفارغة | 409,389                      | 1.05%                        |
| المجموع                                 | 39,165,191                   | 100.00%                      |
| نسبة المشاركة                           | نسبة المشاركة                | 85%                          |
| المصدر: وزارة الداخلية الإيرانية        |                              |                              |

## احتجاجات

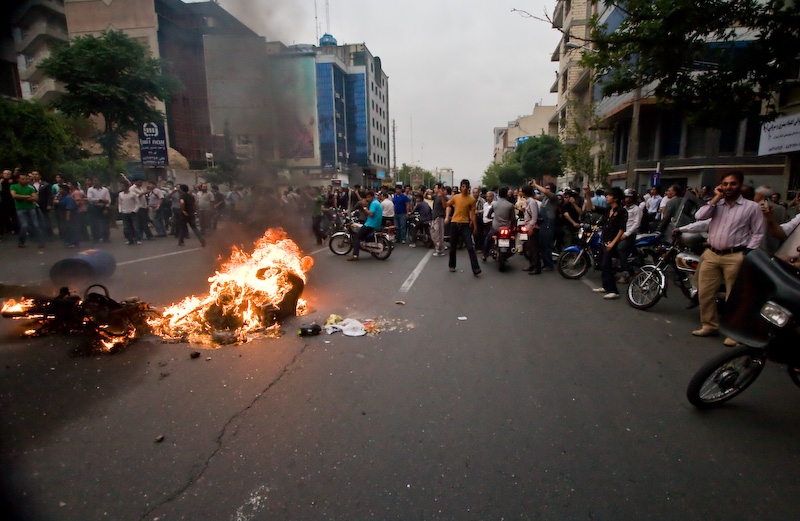
احتجاجات في طهران يوم 13 يونيو 2009.

أندلعت في المدن الإيرانية موجة احتجاجات ضد نتيجة الانتخابات بعدما أعلن مير حسين موسوي نفسه الفائز بالانتخابات قبل إعلان نتيجتها من قبل الجهات الحكومية وانه تم تزوير كثيف للنتائج.
و قد اعلنت عدة دول كفرنسا والولايات المتحدة عن نيتها كتابة تقارير حول هدا الشان.
وقد عمت بعض مدن إيران الكبري الالاف من مناصري مير حسين موسوي شاركوا في مظاهرات بطهران. العديد من المسؤولين الإصلاحيين قد تم اعتقالهم يوم 13 يونيو 2009. لقد تم قطع الاتصال والتشويش عليه عن العاصمة والضواحي ومنع بعض المواقع الحوارية في الإنترنت. اعلنت إذاعة إيرانية رسمية انه قتل على الاقل 7 مدنيين في طهران في ظل المظاهرات يوم 16 يونيو 2009.

## معرض صور

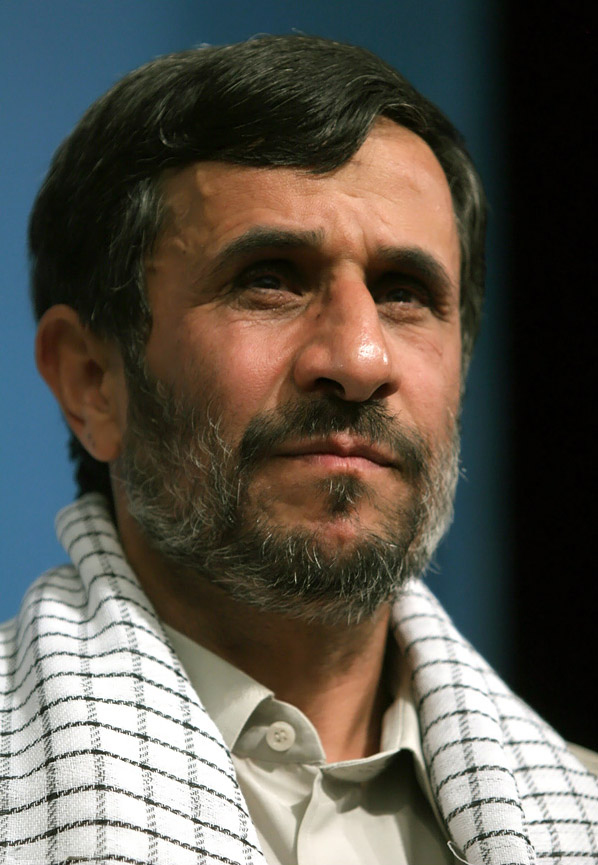
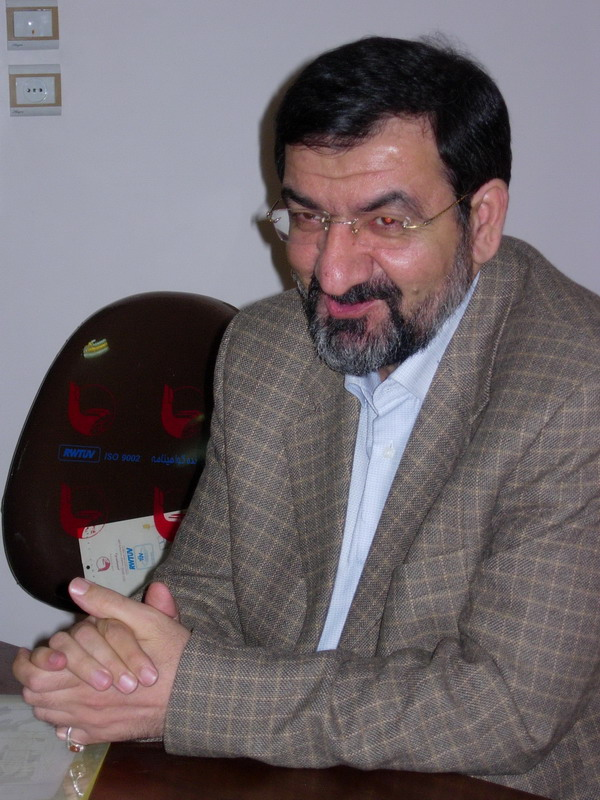
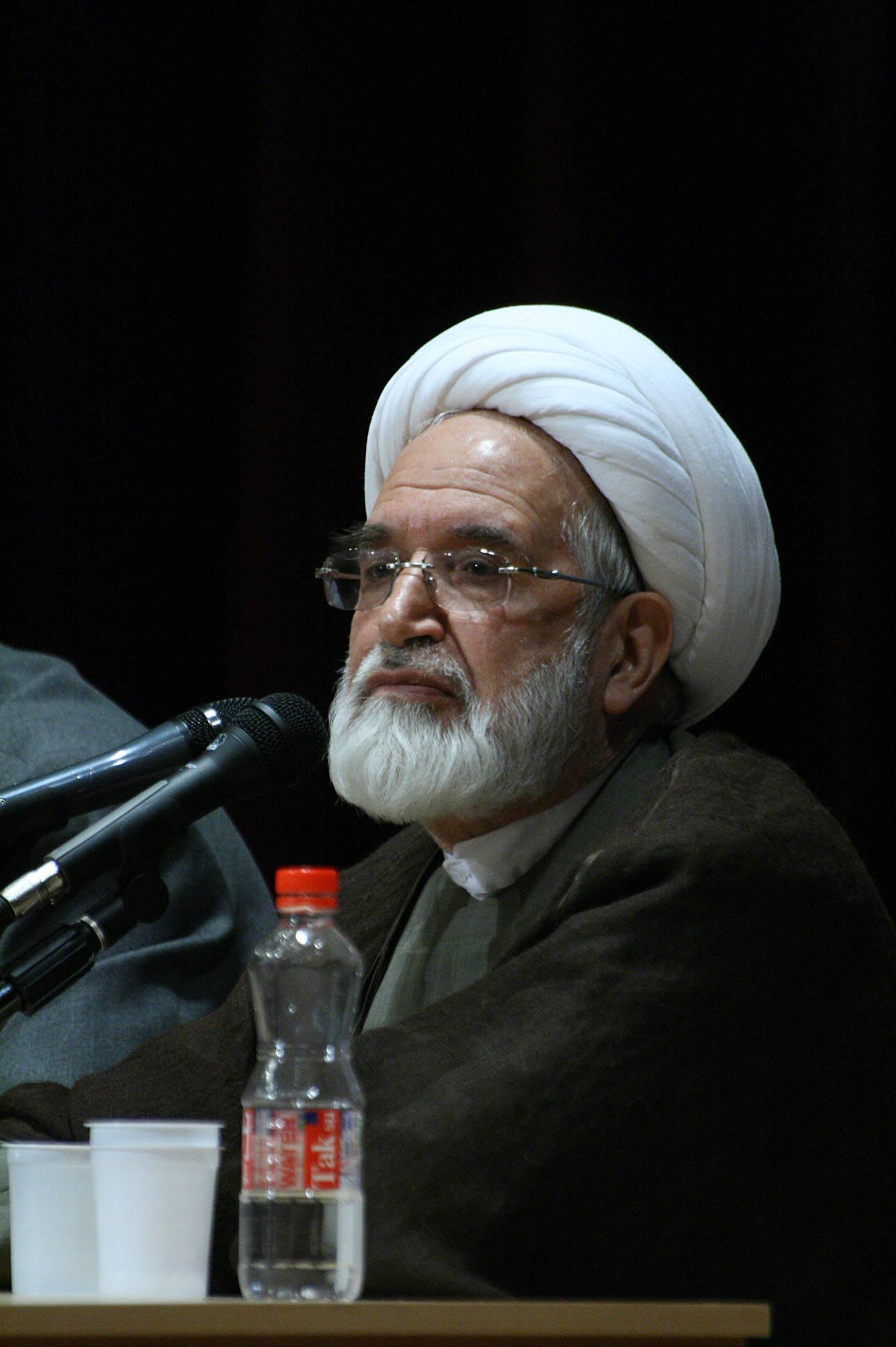
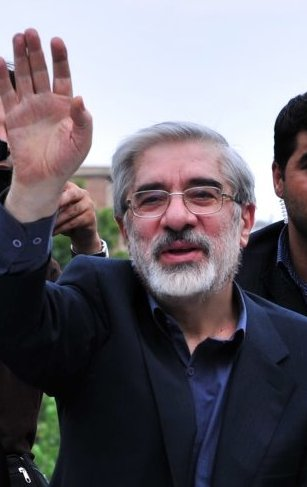